# Język prawny
Język prawny – język, w którym formułowane jest prawo, a więc język przepisów i norm prawnych. Jest zawarty w tekstach prawnych – Konstytucji, ustawach, rozporządzeniach, dekretach (aktach normatywnych).
Język prawny jest odmianą języka naturalnego. Ma taką samą składnię, natomiast może się różnić w zakresie semantyki. Język prawny zawiera bowiem w sobie mocno rozbudowany i ściśle uporządkowany (co do zasady) aparat pojęciowy. Ułatwia on w miarę jednolitą interpretację języka prawnego, której dokonują osoby (organy) analizujące i stosujące prawo.
Język prawny jest językiem pierwszego stopnia (stopnia podstawowego). Natomiast wypowiedzi dotyczące tego języka formułowane są w języku prawniczym, będącym językiem drugiego stopnia (metajęzykiem).

## Kategorie języka prawnego
Wobec istnienia zasadniczych różnic pomiędzy przepisami prawa a normami prawnymi, w ramach języka prawnego rozróżnia się język przepisów prawa, oraz język norm prawnych.
- język przepisów prawa – jest równoważny językowi tekstów prawnych (zob. definicja powyżej) natomiast nie obejmuje niepisanych źródeł prawa, czyli prawa zwyczajowego i zwyczaju międzynarodowego. W większości dziedzin prawa źródła te nie mają większego znaczenia, ale jednak istnieją. Zaś w prawie międzynarodowym, zwyczaj międzynarodowy wciąż należy do podstawowych jego źródeł – jest źródłem „żywym”, wciąż powstają nowe normy zwyczajowe, a istniejące ewoluują. Z uwagi jednak na brak utrwalenia ich autentycznej treści w formie pisemnej, nie współuczestniczą one w języku przepisów prawa.
- język norm prawnych – język wyrażeń o charakterze dyrektywnym, wskazujących wymagane sposoby zachowania, które powinny nastąpić w określonych sytuacjach faktycznych.